# Tadhg Crowley

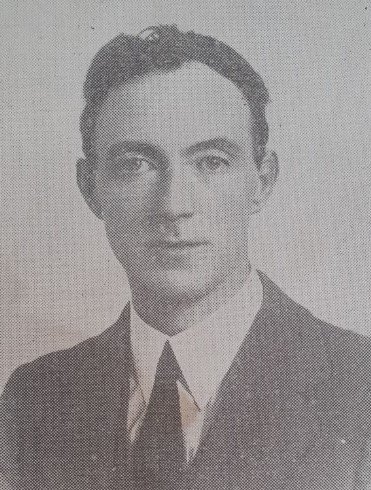
Tadhg Crowley (1924)

Tadhg Crowley (* 1. Mai 1890 in Ballylanders, County Limerick, Irland; † 25. Juli 1969 in Scarteen, County Limerick) war ein irischer Politiker der Fianna Fáil. Er war von 1927 bis 1937, von 1938 bis 1944 und von 1951 bis 1957 Teachta Dála (Abgeordneter) im Dáil Éireann, dem Unterhaus, und von 1944 bis 1948 und von 1957 bis 1961 Mitglied des Seanad Éireann.

## Biografie
Crowley trat 1913 den Irish Volunteers bei und wurde zu einem Anhänger von Eoin MacNeill. 1915 wurde er in die Irish Republican Brotherhood aufgenommen. Am Osteraufstand 1916 nahm er nicht teil, weil dem Vater sonst die Position des Posthalters genommen worden wäre. Als nach dem Osteraufstand dem Vater die Posthalterei dann doch genommen wurde, wurde Crowley wieder aktiv. 1920 beteiligte er sich während des irischen Unabhängigkeitskrieges beim Angriff auf eines der Gebäude der Royal Irish Constabulary in Ballylanders. Die Briten verhafteten im Juli 1920 seine Brüder John, Peter und Michael und brannten das Tuchgeschäft der Crowleys nieder. Tadgh flüchtete mit den Brüdern Joseph und James. Tadgh wurde jedoch verhaftet und zu 15 Jahren Gefängnis verurteilt. Auch wenn er mit Abschluss des anglo-irischen Vertrages vorzeitig entlassen wurde, war er ein Gegner. Er war Kommandant innerhalb der IRA-Brigade von West Limerick und war für mehrere Angriffe auf die irischen Streitkräfte verantwortlich. Er wurde im Oktober 1922 erneut verhaftet und bis April 1923 inhaftiert.
Bei der Nachwahl im Wahlkreis Limerick für den verstorbenen Richard Hayes im Mai 1924 verfehlte er die notwendige Stimmenzahl, um in den Dáil einzuziehen. Es gelang ihm aber, bei den Wahlen im Juni 1927 einen Sitz zu erringen. Diesen Sitz verlor er erst wieder mit den Wahlen im 1937, konnte ihn jedoch bereits bei den nächsten Wahlen 1938 zurückgewinnen. Er verteidigte ihn noch einmal bei den Wahlen 1943, verlor ihn dann aber bei den Wahlen 1944. Er wurde dann jedoch über die Industrie- und Gewerbeliste in den Seanad Éireann gewählt, musste aber auch diesen Sitz 1948 abgeben. Bei den Wahlen 1951 konnte Crowley aber erneut, diesmal im Wahlkreis Limerick East in den Dáil einziehen und auch diesen Sitz bei den Wahlen 1954 halten. Bei den Wahlen 1957 verlor er den Sitz, wurde aber wiederum in den Seanad gewählt. Bei den Wahlen 1961 trat er nicht mehr an. Er zog zu seiner Schwester und verstarb dort einige Jahre später.